# The Tea Party
The Tea Party – kanadyjski zespół rockowy, grający w latach 1990–2005, reaktywowany w 2011 roku.
Zespół łączy wschodnią muzykę etniczną z cięższym rockowym brzmieniem inspirowanym klasyką rocka.

## Skład zespołu
- Jeff Burrows (instrumenty perkusyjne)
- Stuart Chatwood (gitara basowa, instrumenty klawiszowe)
- Jeff Martin (gitara elektryczna i akustyczna, wokal).

## Początek kariery (lata 1990–1995)
Zespół The Tea Party został założony w 1990 roku przez Jeffa Martina, Stuarta Chatwood i Jeffa Burrowsa po sesji grania w Cherry Beach Rehersal Studios w Toronto. Członkowie zespołu grali już wcześniej w innych wspólnych lub konkurencyjnych zespołach w rodzinnym mieście Windsor, w prowincji Ontario, skąd wszyscy pochodzą. Na nazwę The Tea Party zdecydowali się pod wpływem fascynacji twórczością słynnych Bitników Allena Ginsberga, Jacka Kerouaca i Williama Burroughsa, którzy tak nazywali sesje palenia marihuany i tworzenia poezji.
The Tea Party wydali swój debiutancki album w 1991 roku nagrany w wytwórni Eternal Discs i wyprodukowany przez Jeffa Martina. Wydany w ilości 3500 egzemplarzy łączył wpływy psychodelicznego bluesa i rocka; sprzedawany był podczas lokalnych koncertów zespołu. W 1991 roku The Tea Party podpisali kontrakt z EMI Music Canada, co w 1993 zaowocowało wydaniem ich pierwszego oficjalnego albumu Splendor Solis. Na krążku poza wyraźną fascynacją Led Zeppelin i The Doors, słychać wpływy wschodniej muzyki etnicznej a w tekstach inspirację światową literaturą; obie cechy stały się znakami rozpoznawczymi zespołu. Album pojawił się w sprzedaży w Australii w 1994 wraz z promującym go singlem Save Me, który zapoczątkował olbrzymią popularność zespołu w tym kraju. Australia stała się drugą na świecie bazą fanów The Tea Party.

## Lata świetności (1995–2000)
The Tea Party kontynuowali rozwój swoich muzycznych inspiracji i w 1995 wydali epokowy album The Edges Of Twilight (producent Ed Stasium), który stanowił fuzję gitarowego brzmienia i muzyki Bliskiego Wschodu. Trzeci singiel z albumu, Sister Awake wyraźnie definiuje styl The Tea Party jako kombinację muzyki klasycznego, trzy-osobowego rockowego zespołu i dźwięków tak egzotycznych instrumentów jak sarod, oud, sitar, czy cała gama bębenków i tamburyn.
The Edges Of Twilight odniósł olbrzymi sukces komercyjny, o czym świadczy zdobycie podwójnej platyny w Kanadzie i platyny w Australii.
Po powrocie z udanych tras koncertowych po Kanadzie, Europie i Australii, w 1996 zespół nagrał minialbum Alhmabra, na który złożyły się nowe wersje piosenek znanych z poprzedniego albumu. Premierze towarzyszyło skromne akustyczne tournée po Kanadzie Alhambra Acoustic and Eclectic. Jedyną premierową piosenką na krążku jest Time nagrana z gościnnym wokalem Roya Harpera, irlandzkiego muzyka folkowego.
W 1997 roku zespół wydał najbardziej mroczny i industrialny album w swojej karierze Transmission. Transmission stylistycznie porównywana jest do dorobku Nine Inch Nails i Depeche Mode, a w warstwie lirycznej wyraźnie widać inspiracje między innymi twórczością anty-totalitarną.
Rok 1999 to album Triptych i promująca go piosenka Heaven Coming Down będącym pierwszym w historii zespołu numerem jeden w Kanadzie. Muzyka The Tea Party stała się znacznie pogodniejsza i bardziej pozytywna. Zespół nagrał pierwszy i jedyny album koncertowy Live at the Enmore Theatre.

## Kryzys i rozpad zespołu (2000–2005)
W roku 2000 The Tea Party wydali album podsumowujący ich dotychczasową twórczość pt. Tangents – The Tea Party Collection oraz DVD ze zbiorem teledysków zespołu pt. Illuminations. W 2001 roku ukazał się nowy album The Interzone Mantras a pod koniec 2002 roku The Tea Party ruszyli w trasę po Kanadzie wraz z orkiestrą symfoniczną. Koncert w Quebecu został zarejestrowany przez Discovery Channel Canada i pokazany w ramach programu The Science of a Rock Concert.
Ostatni album The Tea Party to wydany w 2004 roku Seven Circles nad którego produkcją czuwał Jeff Martin i Gavin Brown (Three Days Grace, Thornley) oraz trzy utwory produkował Bob Rock (m.in. Metallica, The Cult). W październiku 2005 The Tea Party ogłosili rozpad zespołu, oficjalnie z powodu różnic artystycznych. Ostatnim wspólnie wydanym przez zespół materiałem jest DVD Live: Intimate & Interactive z nagraniem wywiadu i koncertu nagranego w studio kanału Much Music w Toronto.

## Po The Tea Party
Po rozpadzie zespołu, Jeff Martin osiadł najpierw w Irlandii, gdzie nagrał solowy niemalże w całości akustyczny album pt Exile And The Kingdom oraz dwa albumy koncertowe, następnie przeprowadził się do Australii, gdzie mieszka do dziś. Wraz z zespołem The Armada wydał krążek pt. The Armada (2008), a w marcu 2011 światło dzienne ujrzała płyta pt. Ground Cries Out nagrana w ramach projektu Jeff Martin 777.
Stuart Chatwood zajął się komponowaniem muzyki do serii gier Prince Of Persia, zaangażował się również w promowanie nowych talentów, między innymi zespołu The Indecent, w którym na perkusji gra syn Jeffa Burrowsa, Nicholas.
Jeff Burrows związał się z kanadyjską stacją radiową, nadającą z Windsoru, Canada's Rock gdzie prowadzi audycję muzyczną. Po rozpadzie The Tea Party wziął udział w jednorazowym projekcie Big Dirty Band, zaczął też grać w nowym kanadyjskim zespole rockowym Crash Karma, z którym pracuje obecnie nad nowym, drugim albumem.

## Powrót (2011)
W kwietniu 2011 roku pojawił się pierwszy oficjalny profil The Tea Party na portalu społecznościowym Facebook. W tym samym miesiącu pojawiły się pierwsze informacje o możliwym powrocie zespołu, a w czerwcu oficjalnie ogłoszono listę letnich koncertów, na których The Tea Party zagrali razem w niezmienionym składzie po ponad sześciu latach przerwy. Ich występy przyciągały regularnie tysiące fanów i były na tyle udane, że zespół ogłosił, że już więcej nie zawiesi działalności. Planowana jest trasa The Tea Party po Australii zimą przyszłego roku.

## Kampania na rzecz sprowadzenia The Tea Party na Festival Open'er do Gdyni
W lipcu 2011 roku na Facebooku zainicjowana została akcja mająca na celu sprowadzenie The Tea Party na koncert do Gdyni w ramach festiwalu Open'er – Get The Tea Party on Gdynia Open'er Festival. Profil uzyskał oficjalne poparcie zespołu, jest regularnie promowany przez Jeffa Burrowsa, i w krótkim czasie zyskał kilkuset fanów. W sierpniu 2011, w magazynie Top Guitar ukazał się pierwszy oficjalny artykuł o The Tea Party w polskiej prasie muzycznej, planowane jest dalsze promowanie zespołu w Polsce.

## Dyskografia
- The Tea Party (1991)
- Splendor Solis (1993)
- The Edges Of Twilight (1995)
- Alhambra EP (1996)
- Transmission (1997)
- Triptych (1999)
- Tangents - The Tea Party Collection (2000)
- Illuminations DVD (2001)
- The Interzone Mantras (2001)
- Seven Circles (2004)
- Live: Intimate & Interactive (2007)